# San Giorgio di Pesaro
Koordinaten: 43° 43′ N, 12° 58′ O
San Giorgio di Pesaro (im gallomarchesischen Dialekt: San Giorg) ist ein Ort und eine ehemalige italienische Gemeinde (comune), zu der die Orte Poggio und Sacramento gehörten, mit etwa 1360 Einwohnern (Stand 31. Dezember 2016) in der Provinz Pesaro und Urbino in den Marken. San Giorgio di Pesaro bildet seit 2017 zusammen mit den ehemaligen Gemeinden Barchi, Orciano di Pesaro und Piagge die neue Gemeinde Terre Roveresche. San Giorgio di Pesaro hat eine Fläche von 20,88 km², liegt auf einer Höhe von 201 m etwa 22 Kilometer südsüdöstlich von Pesaro und etwa 27,5 Kilometer ostsüdöstlich von Urbino und gehört zur Comunità montana del Metauro.

## Geschichte
Erstmals wird die Ortschaft als ein Castello di Poggio 777 erwähnt. Der Name des heiligen Georgs tritt dann zum ersten Mal 875 in Erscheinung. 
Seit 1976 besteht eine Städtepartnerschaft mit der französischen Gemeinde Hombourg-Haut.